# Charlottenlund, torp
Charlottenlund, även kallat Lottalund, var ett stattorp under Fågelsta i Salems socken i Stockholms län.
Charlottenlund var ett nybygge och i oktober 1853 flyttade stattorparen Lars Björkman in med hustrun Christina Charlotta Persdotter. Som stattorpare gjorde Björkman sina dagsverken till Fågelsta, som ägde marken nybygget låg på.
År 1874 togs hela familjen Björkman in på Stockholm läns kurhus för vård av sjukdomen syfilis. Familjen kom tillbaka till Charlottenlund och bodde där helt fram till 1887, då stattorparen Björkman dog. Då hade stathustrun redan avlidit och många av barnen hade flyttat ut. Efter 1887 finns det inga tecken på några fastboende i torpet.
Torpet försvann troligen runt år 1900. Det enda spåret av den gamla bebyggelsen vid Charlottenlund är jordkällaren.
Salems hembygdsförening har satt upp en torpskylt som markerar läget för torpet.